# Liste der Kulturdenkmale in Oppeln (Löbau)
In der Liste der Kulturdenkmale in Oppeln sind die Kulturdenkmale des Ortsteils Oppeln der Großen Kreisstadt Löbau verzeichnet, die bis Januar 2019 vom Landesamt für Denkmalpflege Sachsen erfasst wurden (ohne archäologische Kulturdenkmale). Die Anmerkungen sind zu beachten.

## Liste der Kulturdenkmale in Oppeln
| Bild                                    | Bezeichnung | Lage                                                                     | Datierung                        | Beschreibung | ID       |
| --------------------------------------- | --- | ------------------------------------------------------------------------ | -------------------------------- | --- | -------- |
| Weitere Bilder                          | Oppelsche Mahlmühle: Mühlgebäude (Obergeschoss Fachwerk) mit Anbau, Nebengebäude (Fachwerk), Erdkeller, dem gemauerter Mühlgraben mit Regulierungs- und Absperrvorrichtung und Mühlenkanal eines Wassermühlenanwesens                            | Alte Lausitzer Straße 1 (südöstlich des Ortes am Löbauer Wasser) (Karte) | Anfang 19. Jahrhundert           | Am Löbauer Wasser gelegen, baugeschichtlich, ortsgeschichtlich und technikgeschichtlich von Bedeutung | 08960608 |
|                                         | Rittergut Oppeln (Sachgesamtheit) | Gutshof Oppeln 2, 3, 5, 6 (Karte)                                        | 18. und 19. Jahrhundert          | Sachgesamtheit Rittergut Oppeln mit folgenden Einzeldenkmalen: Herrenhaus (Nr. 3), südliches Wirtschaftsgebäude mit östlich angebautem Wohnhaus, nordöstliches Wirtschaftsgebäude über winkligem Grundriss und umgebende Einfriedungsmauer mit allen Einfahrtspfeilern (siehe auch 08960606) sowie folgenden Sachgesamtheitsteilen: nördliches Wirtschaftsgebäude (Nr. 2 und 6) und südwestliche Scheune (Nr. 5) sowie die Anlage des Wirtschaftshofes; baugeschichtlich und ortsgeschichtlich von Bedeutung. Störelemente auf dem Wirtschaftshof: zwei Eigenheime (Nr. 4 auf Flurstück 299/10 und Gebäude auf Flurstück 299d südlicher Teil sowie Gebäude südlich von Nr. 4 auf Flurstücken 305a und 299/2), weiterhin Gebäude Oppelner Ring Nr. 10, 8 auf Flurstücken 299/2 und 299/9. | 09303218 |
|                                         | Herrenhaus (Nr. 3), südliches Wirtschaftsgebäude mit östlich angebautem Wohnhaus und nordöstliches Wirtschaftsgebäude über winkligem Grundriss sowie umgebende Einfriedungsmauer mit allen Einfahrtspfeilern (Einzeldenkmale zu ID-Nr. 09303218) | Gutshof Oppeln 3 (Karte)                                                 | 18. und 19. Jahrhundert          | Einzeldenkmale der Sachgesamtheit Rittergut Oppeln; baugeschichtlich und ortsgeschichtlich von Bedeutung | 08960606 |
| Direkt Bild zu diesem Denkmal hochladen | Denkmal für die Gefallenen des Ersten Weltkrieges | Oppelner Hauptstraße 5 (gegenüber) (Karte)                               | Nach 1918                        | Monolith mit Inschriftentafel, ortsgeschichtlich von Bedeutung | 08960609 |
| Direkt Bild zu diesem Denkmal hochladen | Wohnhaus | Oppelner Ring 4 (Karte)                                                  | Bezeichnet mit 1849 (Türgewände) | Obergeschoss Fachwerk, ehemals zum Rittergut gehörig, baugeschichtlich von Bedeutung | 08960607 |

## Streichungen von der Denkmalliste
| Bild                                    | Bezeichnung            | Lage                           | Datierung           | Beschreibung                                                                                    | ID       |
| --------------------------------------- | ---------------------- | ------------------------------ | ------------------- | ----------------------------------------------------------------------------------------------- | -------- |
| Direkt Bild zu diesem Denkmal hochladen | Gasthaus Stadt Görlitz | Oppelner Hauptstraße 4 (Karte) | Bezeichnet mit 1841 | Baugeschichtlich und ortsgeschichtlich von Bedeutung; nach 2014 von der Denkmalliste gestrichen | 08960604 |

## Tabellenlegende
- Bild: Bild des Kulturdenkmals, ggf. zusätzlich mit einem Link zu weiteren Fotos des Kulturdenkmals im Medienarchiv Wikimedia Commons. Wenn man auf das Kamerasymbol klickt, können Fotos zu Kulturdenkmalen aus dieser Liste hochgeladen werden:
- Bezeichnung: Denkmalgeschützte Objekte und ggf. Bauwerksname des Kulturdenkmals
- Lage: Straßenname und Hausnummer oder Flurstücknummer des Kulturdenkmals. Die Grundsortierung der Liste erfolgt nach dieser Adresse. Der Link (Karte) führt zu verschiedenen Kartendiensten mit der Position des Kulturdenkmals. Fehlt dieser Link, wurden die Koordinaten noch nicht eingetragen. Sind diese bekannt, können sie über ein Tool mit einer Kartenansicht einfach nachgetragen werden. In dieser Kartenansicht sind Kulturdenkmale ohne Koordinaten mit einem roten bzw. orangen Marker dargestellt und können durch Verschieben auf die richtige Position in der Karte mit Koordinaten versehen werden. Kulturdenkmale ohne Bild sind an einem blauen bzw. roten Marker erkennbar.
- Datierung: Baubeginn, Fertigstellung, Datum der Erstnennung oder grobe zeitliche Einordnung entsprechend des Eintrags in der sächsischen Denkmaldatenbank
- Beschreibung: Kurzcharakteristik des Kulturdenkmals entsprechend des Eintrags in der sächsischen Denkmaldatenbank, ggf. ergänzt durch die dort nur selten veröffentlichten Erfassungstexte oder zusätzliche Informationen
- ID: Vom Landesamt für Denkmalpflege Sachsen vergebene, das Kulturdenkmal eindeutig identifizierende Objekt-Nummer. Der Link führt zum PDF-Denkmaldokument des Landesamtes für Denkmalpflege Sachsen. Bei ehemaligen Kulturdenkmalen können die Objektnummern unbekannt sein und deshalb fehlen bzw. die Links von aus der Datenbank entfernten Objektnummern ins Leere führen. Ein ggf. vorhandenes Icon  führt zu den Angaben des Kulturdenkmals bei Wikidata.